# Bratsberghorten
Der Bratsberghorten ist ein 1298 m hoher Nunatak in der Heimefrontfjella des ostantarktischen Königin-Maud-Lands. Er ragt im südwestlichen Teil der Sivorgfjella auf.
Wissenschaftler des Norwegischen Polarinstituts benannten ihn 1967 nach Erik Bratsberg (* 1923), einem Mitglied der Widerstandsbewegung gegen die deutsche Besatzung Norwegens im Zweiten Weltkrieg.